# Andrena ungeri
Andrena ungeri är en biart som beskrevs av Mavromoustakis 1952. Andrena ungeri ingår i släktet sandbin, och familjen grävbin. Inga underarter finns listade i Catalogue of Life.